# Lachemilla pedicellata
Lachemilla pedicellata är en rosväxtart som först beskrevs av Werner Hugo Paul Rothmaler, och fick sitt nu gällande namn av Werner Hugo Paul Rothmaler. Lachemilla pedicellata ingår i släktet Lachemilla och familjen rosväxter. Inga underarter finns listade i Catalogue of Life.